# شلوار به‌عنوان لباس زنانه

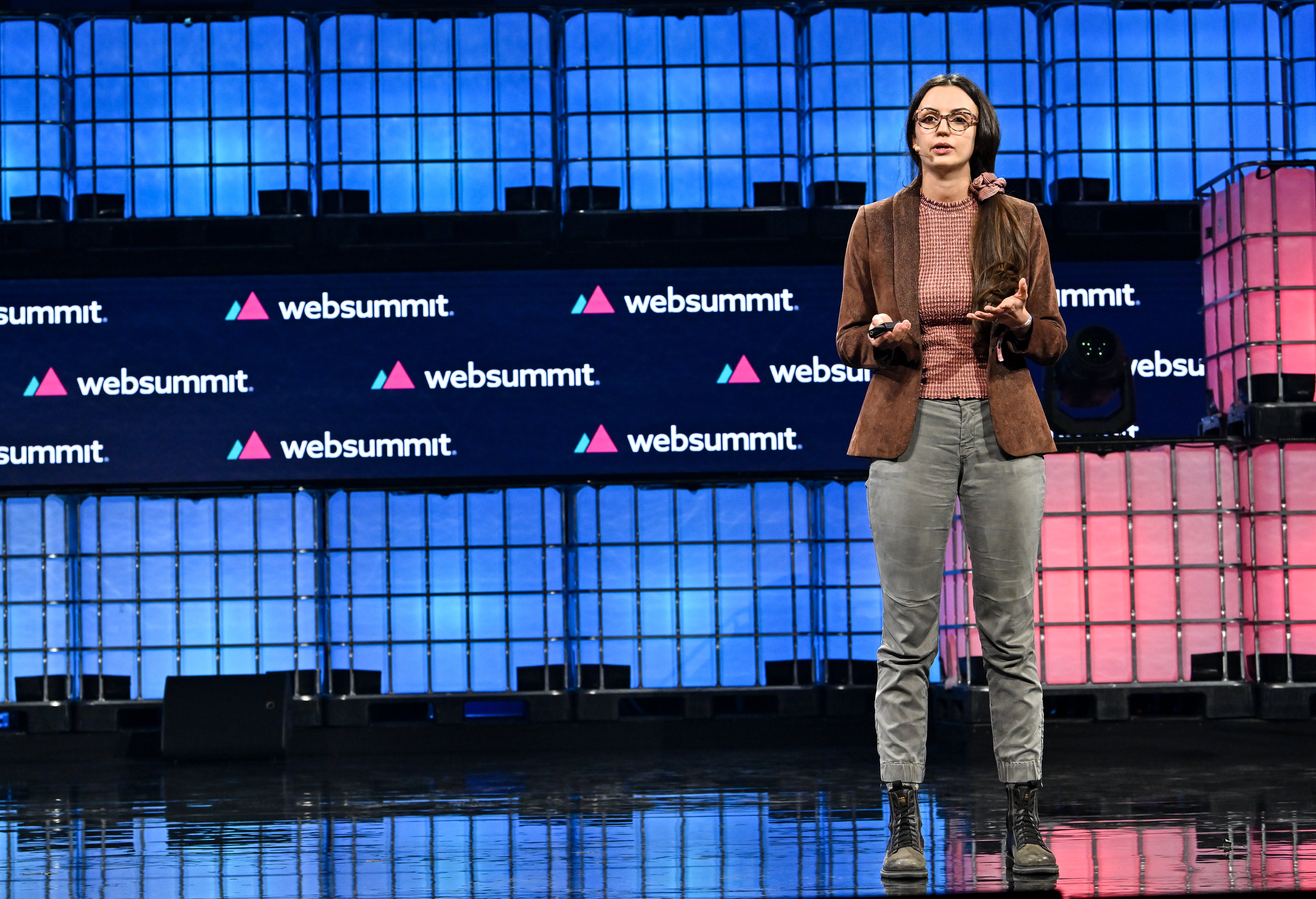
یک زن که شلوار پوشیده‌است.

در کشورهای غربی شلوار فقط مخصوص مردان بود و تا اوایل قرن بیستم زنان حق پوشیدن شلوار را نداشتند.

## ممنوعیت

### بریتیش ایرویز
تا سال ۲۰۱۶ مهمانداران زن در بریتیش ایرویز باید یونیفورم استاندارد این خط هوایی را می‌پوشیدند که بدون شلوار بود.

## قوانین
قانون منع پوشیدن شلوار برای زنان ابتدا در سال ۱۸۰۰ میلادی و توسط پلیس فرانسه به اجرا درآمد، زنان را به شدت از پوشیدن شلوار یا دیگر لباس‌هایی که در میان مردان رایج است، منع کرده و اگر زنی اقدام به پوشیدن این نوع از لباس‌ها می‌کرد، به شدت مجازات می‌شد؛ ولی در سال ۲۰۰۳ میلادی این قانون لغو شد.

### ترکیه
در سال ۲۰۱۳ پارلمان ترکیه به ممنوعیت زنان در پوشیدن شلوار پایان داد.